# Slot de la muerte

Ejemplo de parrilla de televisión de los Estados Unidos. El área beige es el slot de la muerte nocturna (de 2 a 6 de la madrugada), el cual no es considerado importante por los canales de televisión.

El slot de la muerte (o "franja de la muerte") es una franja horaria de la parrilla televisiva en donde su audiencia es muy pequeña en comparación a otros momentos del día y, por ende, su programación es la menos importante. Por lo general, el slot de la muerte se sitúa en horas de la madrugada, donde la mayoría de la gente duerme. Debido a que hay pocas probabilidades de tener una audiencia importante durante ese período de tiempo, el hecho de proporcionar una programación útil dentro de esta franja se considera poco importante. Es por eso que algunos canales de televisión salen del aire o hacen trabajos de mantenimiento. Otros canales utilizan programación automatizada sin que ningún reportero o personal esté dentro del canal durante la noche.

## Programación
El slot de la muerte más conocido en muchas partes del mundo es la que se sitúa después de la franja nocturna y antes de la franja matinal, entre las 2 y las 6 de la madrugada. Durante esta franja horaria, muchas personas duermen en sus casas, otras trabajan en horarios nocturnos(como los taxistas), alejados de la televisión o gente borracha que ha salido de los bares y no pueden prestar atención a la televisión, dejando a los que sufren de insomnio, gente nocturna y trabajadores nocturnos como potenciales audiencias.
Debido al poco número de personas en estas categorías, esta franja horaria ha sido históricamente olvidada para la venta de anuncios, aunque el incremento del trabajo nocturno ha hecho que la programación nocturna sea más viable de lo que era en el pasado. En Estados Unidos, por ejemplo, las investigaciones han demostrado que la cantidad de televisores en uso a las 4:30 de la mañana se duplicaron del 8% al 16% desde 1995 hasta 2010. Es por eso que el costo de adquirir espacios dentro del slot de la muerte es barato, por ende, anuncios de call TV, infomerciales, avisos eróticos, teleevangelismo y anuncios de servicio público se pueden ver en esta franja. 
Durante el advenimiento de las grabadoras de video, algunos programas de esta franja son transmitidos con el objetivo de ser grabados. Entre ellos se encuentran Sign Zone de la BBC y su antiguo servicio especializado BBC Select, que eran para audiencias especializadas. En los Estados Unidos, en la década de los 80, el infame servicio de TV pagada Tele1st, propiedad de ABC, ofrecía programación durante la madrugada para que los suscriptores puedan grabarla en sus videocaseteras. Tras la aparición de las DVRs, algunos canales de TV paga o satélite ofrecen programación original o raramente vista durante esta franja.
Algunos canales incluso suelen programar contenido para adultos, aunque el contenido pornográfico es restringido a canales por suscripción en algunos países debido a que los gobiernos prohíben pasar pornografía por televisión abierta en cualquier hora del día. También, debido a que hay menos ingresos por publicidad en juego, los productores pueden tomar más riesgos haciendo programas de nicho durante esta franja horaria. Por ejemplo, en Estados Unidos, el canal Adult Swim transmite durante la madrugada el programa FishCenter Live, un programa interactivo con imágenes de peces en un acuario de fondo, o programas que antes eran populares pero que ya no merecen una mejor franja horaria. Sin embargo, el abuso de esta práctica puede llevar a la decadencia del canal si dichos programas fueron presentados como estelares en algún momento.
Esta franja es utilizada en los Estados Unidos por algunos canales para transmitir deportes en vivo de países como Australia, India, Japón, Filipinas y otros donde, en sus países locales, se transmiten por la tarde o noche. También, algunos canales utilizan el slot de la muerte como un botadero para la programación que antes se pasaba en otros horarios, pero que por cuestiones contractuales deben ser emitidos durante un número determinado de veces. 
El slot de la muerte en Estados Unidos usualmente es el horario de estreno para el contenido en plataformas de streaming. En Netflix y Amazon Prime Video, las series y películas se lanzan y estrenan a nivel mundial a las 0:00, hora del Pacífico (3:00, hora del Este y a las 7:00 u 8:00, hora UTC, dependiendo del horario de verano). En Hulu, las series y películas se estrenan a las 00:00, hora del Este.